# ちゅりっぴ
もしかして
- ちりゅっぴ

ではありませんか？